# Ballada o doblestnom rytsare Ajvengo
Ballada o doblestnom rytsare Ajvengo (russisk: Баллада о доблестном рыцаре Айвенго, da.: Balladen om den tapre ridder Ivanhoe) er en sovjetisk spillefilm fra 1983 produceret af Mosfilm og instrueret af Sergej Tarasov. Filmen er baseret på Walter Scotts roman Ivanhoe. 
Filmen blev en succes i Sovjetunionen med 28,4 mio. solgte biografbilletter. 

## Medvirkende
- Tamara Akulova som Lady Rowena
- Peteris Gaudins som Ivanhoe
- Boris Khimitjev som Brian De Bois-Guilbert
- Leonid Kulagin som Cedric
- Romualds Ancans som Richard